# Чемпионат Европы по волейболу среди женских старших молодёжных команд 2024
2-й чемпионат Европы по волейболу среди женских старших молодёжных команд проходил с 1 по 6 июля 2024 года в двух городах Италии (Лечче и Копертино) с участием 8 сборных команд, составленных из игроков не старше 21 года. Чемпионский титул во 2-й раз выиграла команда Италии.

## Команды-участницы
Италия — команда страны-организатора;
Латвия, Португалия, Польша, Сербия, Турция, Украина, Чехия — по результатам квалификации.

## Квалификация
Квалификация (отборочный турнир) чемпионата прошла с 20 по 23 июля 2023 года с участием 15 команд. Были разыграны 7 путёвок в финальный турнир европейского первенства. От квалификации освобождена Италия (команда страны-организатора).
Отборочный турнир включал один групповой этап. Обладателями путёвок на чемпионат стали победители групп и 3 из 4 команд, занявших в группах вторые места.
| Место | Группа A 21-23.07.2023 ( Паредиш) | Группа B 20-22.07.2023 ( Даугавпилс) | Группа C 21-23.07.2023 ( Брно) | Группа D 21-23.07.2023 ( Люксембург) |
| ----- | --------------------------------- | ------------------------------------ | ------------------------------ | ------------------------------------ |
| 1     | Португалия                        | Польша                               | Турция                         | Сербия                               |
| 2     | Украина                           | Латвия                               | Чехия                          | Словакия                             |
| 3     | Дания                             | Израиль                              | Австрия                        | Испания                              |
| 4     | Ирландия                          |                                      | Косово                         | Люксембург                           |

## Система розыгрыша
Соревнования состояли из предварительного этапа и плей-офф. На предварительной стадии 8 команд-участниц были разбиты на 2 группы, в которых играли в один круг. 4 команды (по две лучшие из каждой группы) вышли в плей-офф и разыграли медали чемпионата.
Первичным критерием при распределении мест в группах являлось общее количество побед. При равенстве этого показателя в расчёт последовательно брались количество очков, соотношение партий, мячей, результаты личных встреч. За победы со счётом 3:0 и 3:1 команды получали по 3 очка, за победы 3:2 — по 2 очка, за поражения 2:3 — по 1 очку, за поражения 0:3 и 1:3 очки не начислялись.
Италия в качестве хозяйки чемпионата определена в группу 1. Группу 2 возглавила Сербия как лучшая по рейтингу ЕКВ. Остальные 6 команд согласно своего рейтинга были распределены по двум корзинам для жеребьёвки. Жеребьёвка финального этапа прошла 18 января 2024 года, по итогам которой были определены составы групп предварительного этапа
| Группа 1                     | Группа 2                       |
| ---------------------------- | ------------------------------ |
| Италия Турция Украина Латвия | Сербия Польша Португалия Чехия |

## Игровые арены
Лечче
- Во Дворце спорта «Сан-Джузеппе да Копертино» (Palazzetto dello Sport «San Giuseppe da Copertino») прошли матчи группы 1 предварительного этапа и поединки плей-офф. Вместимость 1500 зрителей.

Копертино
- Во Дворце спорта «Копертино» (Palazzetto dello Sport «Copertino») прошли матчи группы 2 предварительного этапа. Вместимость 500 зрителей.

## Предварительный этап
|  | Вышедшие в плей-офф |

### Группа 1
Лечче
| М | Команда | 1   | 2   | 3   | 4   | И | В | П | С/П | О |
| - | ------- | --- | --- | --- | --- | - | - | - | --- | - |
| 1 | Италия  |     | 3:0 | 3:0 | 3:0 | 3 | 3 | 0 | 9:0 | 9 |
| 2 | Турция  | 0:3 |     | 3:0 | 3:0 | 3 | 2 | 1 | 6:3 | 6 |
| 3 | Украина | 0:3 | 0:3 |     | 3:1 | 3 | 1 | 2 | 3:7 | 3 |
| 4 | Латвия  | 0:3 | 0:3 | 1:3 |     | 3 | 0 | 3 | 1:9 | 0 |

1 июля
Турция — Украина 3:0 (25:21, 25:13, 25:18); Италия — Латвия 3:0 (25:14, 25:12, 25:15).
2 июля
Турция — Латвия 3:0 (25:13, 25:11, 25:11); Италия — Украина 3:0 (25:16, 25:14, 25:14).
3 июля
Украина — Латвия 3:1 (23:25, 28:26, 25:13, 25:21); Италия — Турция 3:0 (26:24, 25:18, 27:25).

### Группа 2
Копертино
| М | Команда    | 1   | 2   | 3   | 4   | И | В | П | С/П | О |
| - | ---------- | --- | --- | --- | --- | - | - | - | --- | - |
| 1 | Сербия     |     | 3:0 | 3:0 | 3:0 | 3 | 3 | 0 | 9:0 | 9 |
| 2 | Польша     | 0:3 |     | 3:0 | 3:0 | 3 | 2 | 1 | 6:3 | 6 |
| 3 | Чехия      | 0:3 | 0:3 |     | 3:1 | 3 | 1 | 2 | 3:7 | 3 |
| 4 | Португалия | 0:3 | 0:3 | 1:3 |     | 3 | 0 | 3 | 1:9 | 0 |

1 июля
Сербия — Польша 3:0 (26:24, 25:18, 29:27); Чехия — Португалия 3:1 (25:23, 20:25, 25:19, 25:14).
2 июля
Польша — Чехия 3:0 (25:17, 25:16, 25:21); Сербия — Португалия 3:0 (25:16, 25:12, 25:19).
3 июля
Сербия — Чехия 3:0 (25:17, 25:23, 25:21); Польша — Португалия 3:0 (25:23, 27:25, 25:23).

## Плей-офф

### Полуфинал
5 июля
Сербия — Турция 3:2 (25:20, 25:23, 20:25, 17:25, 15:10).
Италия — Польша 3:1 (25:22, 25:18, 16:25, 25:22).

### Матч за 3-е место
6 июля
Турция — Польша 3:0 (25:16, 25:23, 25:17).

### Финал
6 июля
Италия — Сербия 3:0 (26:24, 25:18, 25:23). Отчёт

## Итоги

### Положение команд
| Место | Команда    |
| ----- | ---------- |
| 1     | Италия     |
| 2     | Сербия     |
| 3     | Турция     |
| 4     | Польша     |
| 5—6   | Чехия      |
| 5—6   | Украина    |
| 7—8   | Португалия |
| 7—8   | Латвия     |

### Призёры
Италия: Вирджиния Адриано, Чидера Блессинг-Эзе, Доминика Джулиани, София Валоппи, Валентина Бартолуччи, Анна Аделузи, Джулия Марконато, Наузика Аччарри, Мануэла Рибеки, Сара Беллья, Стелла Нервини, Катя Экл, Вероника Костантини, Беатриче Гардини. Главный тренер — Марко Менкарелли.
  Сербия: Андреа Тишма, Нина Мандович, Йована Пунишич, Стефана Ракич, Невена Саич, Ксения Томич, Бояна Попович, Александра Джорджевич, Надя Чикуц-Деанс, Аня Зубич, Йована Зеленович, Ива Шучурович, Бранка Тица, Наташа Чикуц-Деанс. Главный тренер — Марияна Боричич.
  Турция: Нилсу Шен, Селин Адалы, Эге-Мелиса Бюкмен, Берка-Бусе Озден, Сехер Аксой, Лиза Сафронова, Дилай Оздемир, Селен-Наз Киран, Бьянка Мумджулар, Алексия Кэруцашу, Ипар-Озай Курт, Бенгису Айгюн, Эйлюль Дургун, Кармен Аксой. Главный тренер — Лука Пьераньоли.

### Индивидуальные призы
| - MVP Беатриче Гардини - Лучшая связующая Чидера Блессинг-Эзе - Лучшие центральные блокирующие Ива Шучурович Катя Экл | - Лучшая диагональная Беатриче Гардини - Лучшие доигровщицы Бранка Тица Алексия Кэруцашу - Лучшая либеро Селин Адалы |